# Aspilota vostok
Aspilota vostok är en stekelart som beskrevs av Sergey A. Belokobylskij 2007. Aspilota vostok ingår i släktet Aspilota och familjen bracksteklar. Inga underarter finns listade.